# Арсеньев, Николай Васильевич
Никола́й Васи́льевич Арсе́ньев (6 марта 1789 — 19 марта 1847, Российская империя) — русский государственный деятель из рода Арсеньевых, тайный советник. Попечитель Московского опекунского совета учреждений императрицы Марии. Участник Отечественной войны 1812 года и Заграничных походов.

## Биография
С 1806 года на военной службе, камер-паж, сержант лейб-гвардии Преображенского полка.
В 1806—1812 годах участник войны с Турцией.
С 1809 года — адъютант графа М. С. Воронцова.
С 1811 года — поручик лейб-гвардии Преображенского полка.
Участник Отечественной войны 1812 года и Заграничных походов: в частности, Бородинского сражения и взятия Парижа.
12 января 1812 года был удостоен — Золотой саблей «За храбрость».
С 1816 года — полковник. С 1817 года — командир Смоленского пехотного полка.
До 1819 года находился во Франции в составе Отдельного корпуса.
С 1820 года — в отставке, определён в Верховный совет Бессарабской области от короны. С 1824 года — председатель Бессарабского областного уголовного суда.
С 1825 года — действительный статский советник. В 1826 году назначен в штат Новороссийского и Бессарабского генерал-губернаторства чиновником для особых поручений при графе М. С. Воронцове.
В 1830 году по прошению уволен, назначен почётным опекуном Московского присутствия и заведующим колонией питомцев Воспитательного дома.
C 1843 года — тайный советник.
Известен портрет кисти художника В. А. Тропинина 1839 года хранится в коллекции Нижегородского художественного музея.

## Награды
Российской империи:
- Золотая шпага «За храбрость» (1811)
- Орден Святого Владимира 4-й степени с бантом (1812)
- Орден Святого Владимира 3-й степени (1826)
- Орден Святого Станислава 1-й степени (7 апреля 1835)
- Знак отличия за XX лет беспорочной службы (1837)
- Орден Святой Анны 1-й степени (1841)

Иностранных государств:
- Орден Меча рыцарский крест (1814, королевство Швеция)
- Орден «Pour le Mérite» (1814, королевство Пруссия)
- Военный орден Святого Людовика кавалерский крест (1819, королевство Франция)

## Семья
Отец — генерал-поручика В. Д. Арсеньев. Мать — Евдокия Александровна (в девичестве Соймонова; 1754—1819), дочь полковника Александра Ивановича Соймонова.
Братья:
- Дмитрий Васильевич;
- Александр Васильевич.

Сёстры:
- Прасковья Васильевна Брозина (24.05.1783—28.11.1813), была замужем за ген.-лейтенантом Василием Ивановичем Брозиным.
- Анна Васильевна (1792—14.01.1832), девица. Воспитанница Смольного института (1815).
- Марфа Васильевна Граго (Грага, Граголь) (11.06.1800—?), была замужем за N. N. Grago.

Жена — Евдокия Ивановна (27.04.1790—2.02.1864), дочь бригадира Ивана Степановича Арсеньева (1754—1830) — приходилась пятиюродной сестрой. За ней было получено в приданое поместье Александрово в Московской губернии. Пережила мужа на 20 лет, в память о котором пристроила в усадебном храме Успения Богородицы придел в честь св. Иоанна Воина. В 1861 году провела крестьянскую реформу, отделив помещичью землю от крестьянских наделов, что позволило предпринимателю И. В. Щапову купить у А. Н. Николаева, внебрачного сына Н. В. Арсеньева, его наследственное имение. Их дочь Наталья (26.06.1815)
Внебрачный сын — А. Н. Николаев.